# Ε-Gemínids
Els ε-Gemínids són una pluja de meteors que té lloc als límits de la constel·lació dels Bessons (Gemini). La pluja presenta activitat entre el 14 i el 27 d'octubre amb un pic màxim el 18 d'octubre de cada any. Dos cometes parentals han estat proposats per a aquesta pluja: C/1964 N1 i C/1987 B1.
Comparada amb els Gemínids que tenen lloc al desembre, aquesta pluja és més dèbil. Presenta una THZ d'un o dos meteors per hora tot i que aquesta pot augmentar depenent de la proximitat del cometa parental. El seu radiant està situat prop de l'estrella Mebsuta (Epsilon Gemini), la qual dona nom a la pluja.